# Fußball-Bezirksliga Rostock
Die DDR-Bezirksliga Rostock war eine der Fußball-Bezirksligen im Zuständigkeitsbereichs des Deutschen Fußball-Verbands (DFV).
1952 wurden in der DDR eine Kreisreform durchgesetzt und, unter anderem, der Bezirk Rostock gegründet. Zur Folge hatte dies, dass die bisherige Landesklasse Mecklenburg abgeschafft, sich der Fußball unter dem Bezirksfachausschuss (BFA) des Bezirks Rostock neu organisierte und die Bezirksliga Rostock etabliert wurde. Die nun neu eingeführte Fußball-Bezirksliga startete eingleisig, wurde im Rundenturnier ausgetragen und war über viele Jahre drittklassig. Lediglich zwischen 1955 und 1962/63 bildete die Bezirksliga Rostock unter der II. DDR-Liga die vierte Spielklasse. Bei der vierten Austragung dieser Spielklasse im Jahr 1955 handelte es sich um eine Übergangsrunde, da die Meisterschaft ab 1956 nach sowjetischem Vorbild an das Kalenderjahr angeglichen und deswegen die Zeit zwischen dem Saisonende 1954/55 im Sommer 1955 und dem Beginn der Saison 1956 im Frühjahr überbrückt werden sollte. Ein Meister wurde nicht ermittelt, ebenso keine Absteiger. In den Spielzeiten 1961/62 bis 1963/64 und 1971/72 bis 1983/84 teilte sich die Bezirksliga Rostock in zwei Staffeln, Ost und West, auf, war somit zweigleisig.

## Bezirksligameister
| Saison  | Meister                                              | Staffelsieger bei Zweigleisigkeit                                                             |
| ------- | ---------------------------------------------------- | --------------------------------------------------------------------------------------------- |
| 1952/53 | BSG Einheit Rostock                                  |                                                                                               |
| 1953/54 | BSG Motor Warnowwerft Warnemünde                     |                                                                                               |
| 1954/55 | BSG Motor Stralsund                                  |                                                                                               |
| 1955    | BSG Lokomotive Stralsund (Sieger der Übergangsrunde) |                                                                                               |
| 1956    | BSG Motor Rostock                                    |                                                                                               |
| 1957    | BSG Motor Stralsund                                  |                                                                                               |
| 1958    | BSG Motor Rostock                                    |                                                                                               |
| 1959    | ASK Vorwärts Rostock                                 |                                                                                               |
| 1960    | BSG Motor Stralsund                                  |                                                                                               |
| 1961/62 | ASG Vorwärts Rostock-Gehlsdorf II                    | Staffel Ost: BSG Motor Wolgast Staffel West: ASG Vorwärts Rostock-Gehlsdorf II                |
| 1962/63 | BSG Motor Wolgast                                    | Staffel Ost: BSG Motor Wolgast Staffel West: BSG Traktor Dorf Mecklenburg                     |
| 1963/64 | TSG Wismar                                           | Staffel Ost: BSG Lokomotive Greifswald Staffel West: TSG Wismar                               |
| 1964/65 | BSG Motor Wolgast                                    |                                                                                               |
| 1965/66 | BSG Motor Stralsund                                  |                                                                                               |
| 1966/67 | F.C. Hansa Rostock II                                |                                                                                               |
| 1967/68 | BSG Einheit Greifswald                               |                                                                                               |
| 1968/69 | BSG Motor Warnowwerft Warnemünde                     |                                                                                               |
| 1969/70 | BSG Motor Warnowwerft Warnemünde                     |                                                                                               |
| 1970/71 | BSG Einheit Grevesmühlen                             |                                                                                               |
| 1971/72 | BSG Schiffahrt/Hafen Rostock                         | Staffel Ost: BSG Empor Saßnitz Staffel West: BSG Schiffahrt/Hafen Rostock                     |
| 1972/73 | TSG Bau Rostock                                      | Staffel Ost: ASG Vorwärts Stralsund II Staffel West: TSG Bau Rostock                          |
| 1973/74 | BSG Lokomotive Bergen                                | Staffel Ost: BSG Lokomotive Bergen Staffel West: BSG Motor Warnowwerft Warnemünde             |
| 1974/75 | ASG Vorwärts Stralsund II                            | Staffel Ost: ASG Vorwärts Stralsund II Staffel West: BSG Einheit Grevesmühlen                 |
| 1975/76 | ASG Vorwärts Stralsund II                            | Staffel Ost: ASG Vorwärts Stralsund II Staffel West: F.C. Hansa Rostock II                    |
| 1976/77 | BSG Motor Wolgast                                    | Staffel Ost: BSG Motor Wolgast Staffel West: BSG Motor Warnowwerft Warnemünde                 |
| 1977/78 | BSG Motor Stralsund                                  | Staffel Ost: BSG Motor Stralsund Staffel West: F.C. Hansa Rostock II                          |
| 1978/79 | BSG Motor Warnowwerft Warnemünde                     | Staffel Ost: BSG Rotes Banner Trinwillershagen Staffel West: BSG Motor Warnowwerft Warnemünde |
| 1979/80 | BSG Motor Wolgast                                    | Staffel Ost: BSG Motor Wolgast Staffel West: F.C. Hansa Rostock II                            |
| 1980/81 | BSG Motor Warnowwerft Warnemünde                     | Staffel Ost: BSG Lok Bergen Staffel West: BSG Motor Warnowwerft Warnemünde                    |
| 1981/82 | BSG KKW Greifswald                                   | Staffel Ost: BSG KKW Greifswald Staffel West: BSG Rotes Banner Trinwillershagen               |
| 1982/83 | BSG Motor Stralsund                                  | Staffel Ost: BSG Motor Stralsund Staffel West: BSG Einheit Grevesmühlen                       |
| 1983/84 | F.C. Hansa Rostock II                                | Staffel Ost: BSG KKW Greifswald Staffel West: F.C. Hansa Rostock II                           |
| 1984/85 | BSG KKW Greifswald                                   |                                                                                               |
| 1985/86 | BSG Schiffahrt/Hafen Rostock                         |                                                                                               |
| 1986/87 | F.C. Hansa Rostock II                                |                                                                                               |
| 1987/88 | BSG Schiffahrt/Hafen Rostock                         |                                                                                               |
| 1988/89 | TSG Wismar                                           |                                                                                               |
| 1989/90 | TSG Bau Rostock                                      |                                                                                               |
| 1990/91 | TSG Wismar                                           |                                                                                               |